# Llwyd ap Cil Coed
Llwyd ap Cil Coed [ɬʊɨð ap ˈkil ˈkɔɨð] („Llwyd, Sohn Cil Coeds“) ist in der Erzählung Manawydan fab Llŷr („Manawydan, der Sohn Llŷrs“), dem Dritten Zweig des Mabinogi der walisischen Mythologie, der Name des Freundes und Helfers von Gwawl.

## Mythologie
Im „Ersten Zweig des Mabinogi“ Pwyll Pendefig Dyfed („Pwyll, Fürst von Dyfed“) wird erzählt, dass Rhiannon Gwawl als Gemahl ablehnt und lieber Pwyll ehelicht. Da Gwawl sein Recht auf Rhiannon nicht aufgeben will, locken ihn die beiden Liebenden in einen Sack, lassen ihn prügeln und zwingen ihn derart, zu verzichten.
Viele Jahre später will Gwawl sich dafür an Pwylls Sohn Pryderi rächen – denn Pwyll ist bereits tot – und lässt das ganze Land Dyfed durch den Zaubernebel seines Freundes Llwyd ap Cil Coed entvölkern und alle Tiere verschwinden. Auch Pryderi und seine Mutter Rhiannon geraten in die Gefangenschaft der Unterwelt, wo Rhiannon in ein Pferdejoch gespannt wird und Pryderi das Tor bewachen muss. Llwyd triumphiert vorerst:
„Und so rächte ich an Pryderi, dass Pwyll, das Oberhaupt von Annwn, am Hofe Hefeydds des Alten aus Übermut mit Gwawl, dem Sohn des Clud, „Dachs im Beutel“ spielte.“
Manawydan, der zweite Gatte Rhiannons nach Pwylls Tod, kann jedoch mit Hilfe seiner Zauberkräfte Llwyds schwangere Gattin Gwenaby fangen, die, in eine Maus verwandelt, die Ernte Dyfeds auffrisst. Er lässt sich auch nicht durch den als Kleriker verkleideten Llwyd überreden, sie freizugeben und droht, sie als Diebin aufzuhängen. Dadurch kann er Llwyd zwingen, die beiden Gefangenen freizugeben und dem Lande Einwohner und Fruchtbarkeit zurückzugeben.

## In der walisischen Arthurssage
Llwydeu ap Cilcoed ist in der walisischen Sage Culhwch ac Olwen („Culhwch und Olwen“) ein Gefolgsmann von König Arthur. Nachdem die Mannen des Königs den magischen Kessel Dyrnwchs geraubt hatten, kehren sie in Llwydeus Haus in Dyfed ein. 